# LGBT v Paříži

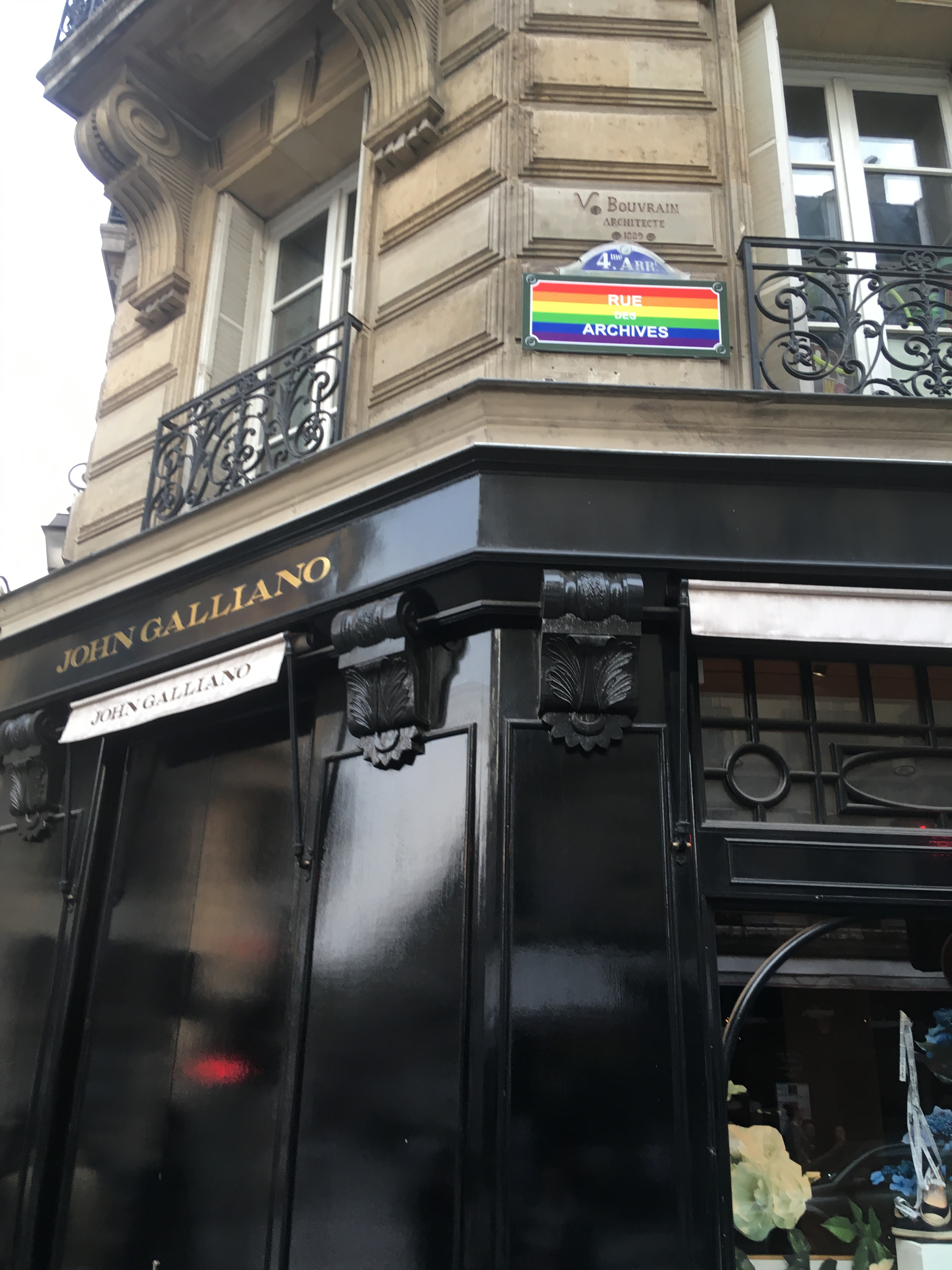
Název Rue des Archives v barvách duhové vlajky

LGBT v Paříži představuje subkulturu LGBT osob v hlavním městě Francii, Paříži.

## Historie
Pověst Paříže jako centra LGBT života sahá až do středověku. V té době byli Pařížané pravidelně odsuzováni a někdy popravováni za praktikování sodomie a jiných homosexuálních aktivit. Literární historik Maurice Lever (1935–2006) poznamenává, že v 18. století se v Paříži různé subkultury vyvinuly v „homosexuální svět“, s vlastním jazykem, pravidly, kódy, rivalitou a klany. Uvádí také historické důkazy, že mezi aristokratkami a zdejšími prostitutkami docházelo k lesbickým vztahům.
Mezi mužskou aristokracií 17. století je známo, že Filip I. Orleánský a Louis Joseph de Vendôme měli vztahy s muži. Spisovatelé Henri-Lambert de Thibouville (1710–1784) a Charles de Villette (1736–1793), oba přátelé Voltaira, byli homosexuálové. Mademoiselle Raucourt (1756–1815) byla populární herečkou 18. století, dokud její homosexuální styky neskandalizovaly Paříž a neznamenaly konec její kariéry.
Jean Diot a Bruno Lenoir byli upáleni zaživa před pařížskou radnicí v roce 1750 za to, že měli homosexuální styk. Jedná se o poslední Francouze odsouzené k trestu smrti za homosexualitu. Připomíná je pamětní deska na křižovatce Rue Montorgueil a Rue Bachaumont, kde byli zatčeni.
Charles d'Éon de Beaumont (1728–1810) byl francouzský diplomat a špión, který pronikl v ženské podobě na dvůr ruské císařovny Alžběty Petrovny. Od roku 1777 žil dalších 33 let jako žena.
Za Francouzské revoluce byla sodomie dekriminalizována v roce 1791. Ekonomický boom Belle Époque na přelomu 19. a 20. století vynesl Paříži pověst bohémského města, což se projevilo i v existenci queer kultury. Vznikla síť stále spíše utajených míst pro LGBT lidi, včetně salonů, barů, kaváren a veřejných lázní, zejména na Montmartru a poblíž Les Halles. Gayové se také setkávali v zahradách u Carrouselu, na Avenue des Champs-Élysées nebo poblíž burzy.

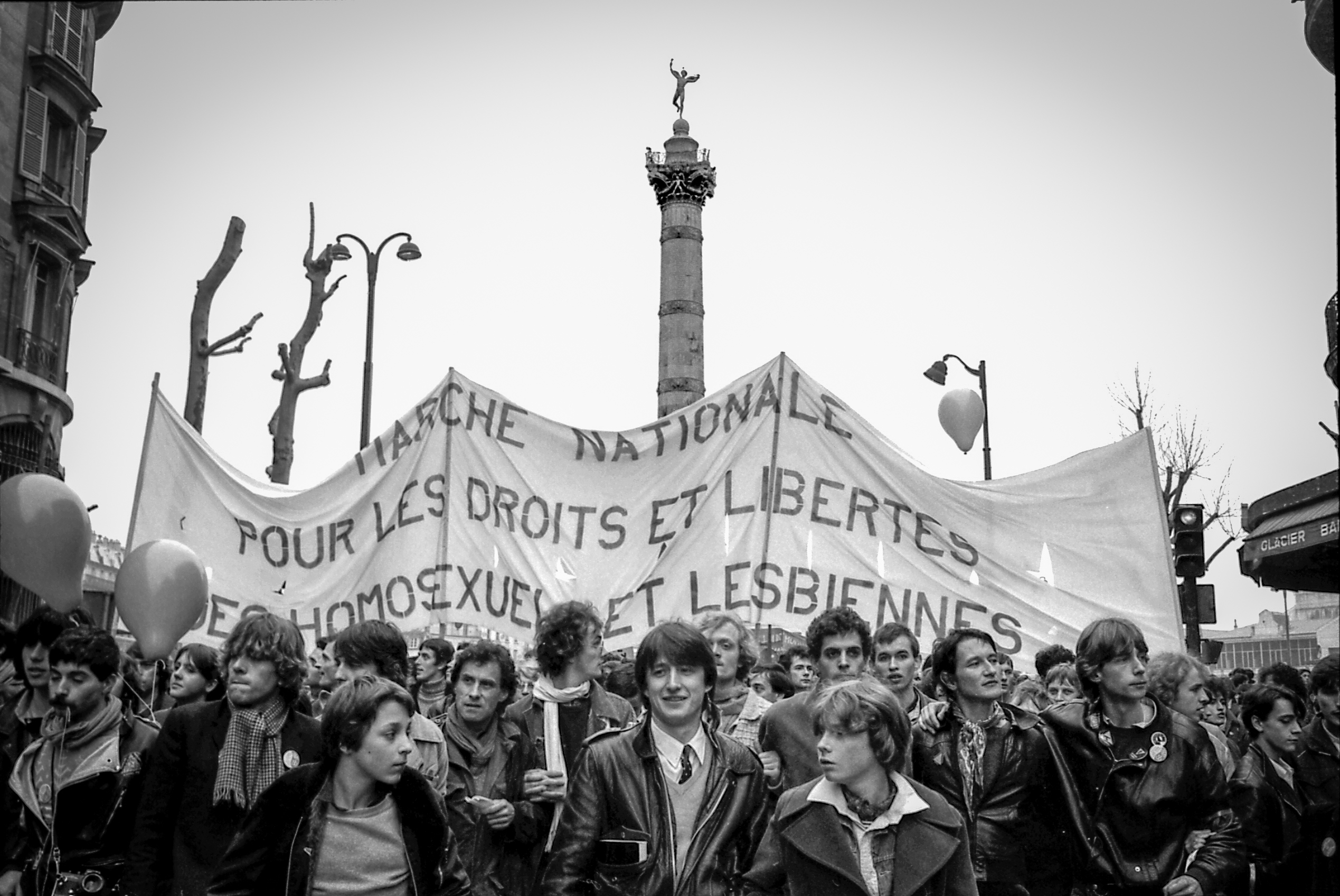
První Gay Pride v Paříži v roce 1981

Také lesby a bisexuální ženy se zviditelňují, a to jak ve veřejné sféře, tak v kulturních dílech. V Paříži se objevily bary, restaurace a kavárny jako byly Le Hanneton a Le Rat Mort, které navštěvovaly a provozovaly lesby. Soukromé salony počátku 20. století, jako byly ty, které organizovaly Američanky Nathalie Clifford Barney a Gertrude Steinová přitahovaly umělce a spisovatele té doby. Kurtizána Liane de Pougy vydala v roce 1901 úspěšný román založený na jejím příběhu s Barney s názvem L'Idylle Sapphique. Spisovatelka Colette a její milenka Mathilde de Morny hrály v pařížských kabaretech lesbické divadelní scény, které zakázala až cenzura. Turistické průvodce z té doby zmiňují lesbické salony, kavárny a restaurace a také zmínky o nevěstincích pouze pro lesby. Toulouse-Lautrec ztvárnil na mnoha svých obrazech pařížské lesbické a bisexuální umělkyně, jako byly tanečnice Louise Weber, Jane Avril, May Milton nebo Cha-U-Kao.
Oscar Wilde strávil svá poslední léta v hotelu v Paříži, kde se spřátelil s André Gidem, rovněž homosexuálem. Paul Verlaine zde měl intenzivní vztah s básníkem Arthurem Rimbaudem. Jean Cocteau byl významným členem intelektuální a umělecké společnosti Paříže na počátku 20. století.
Ve 20. letech se stal crossdressing oblíbenou zábavou, přičemž Le Monocle byl oblíbeným místem pro ženy ve smokingu a Clair de Lune, Chez Ma Cousine, La Petite Chaumière a další kluby přitahovaly muže v ženských šatech. Na začátku 20. století byla Paříž považována za hlavní město LGBT, přestože Amsterdam, Berlín a Londýn měly více míst setkávání. Bylo to dáno viditelností queer komunity. Když ve 30. letech nacisté v Berlíně potlačili homosexuály, Paříž se stala jejich druhým domovem.
Během nacistické okupace Francie za druhé světové války zvýšila francouzská vláda legální věk způsobilosti k pohlavnímu styku ze 13 na 15 let pro heterosexuální osoby a na 21 let pro vztahy mezi osobami stejného pohlaví. Tento zákon zůstal zachován i po válce, poté byl v roce 1974 věk snížen na 18 let a v roce 1982 na 15 let. Tresty za praktikování „nepřirozených“ homosexuálních aktů s nezletilými byly pokutovány a trestány odnětím svobody od šesti měsíců do tří let.
Paříž si po skončení druhé světové války zachovala image hlavního města LGBT. Ve 40. letech 20. století Jean Genet, tulák, prostitut a drobný zlodějíček, vydal pět explicitních autobiografických románů, které ocenili i francouzští umělci. Zahraniční LGBT umělci a spisovatelé nadále navštěvovali Paříž a román Jamese Baldwina o homosexualitě z roku 1956, Giovanniho pokoj, vychází z jeho pobytu v Paříži.
V 50. a 60. letech policie a úřady tolerovaly homosexuály, pokud jejich chování zůstávalo v soukromí. Asociace Arcadie, první homosexuální organizace ve Francii, a stejnojmenný časopis byly založeny v Paříži v roce 1954 Andrém Baudrym za pomoci Jeana Cocteaua a Rogera Peyrefitte. Baudry byl zatčen a pokutován za „neslušnost“ v roce 1955. V roce 1960 byl zaveden zákon o neslušném chování na veřejnosti, který zvýšil policejní obtěžování LGBT lidí.
Razie v gay barech probíhaly v 50. a 60. letech někdy i za spolupráce provozovatelů. Lesby měly tendenci preferovat soukromé salonky před gay bary. Návštěvníci barů často pocházeli z dělnické třídy, jiné vrstvy se obávaly o poškození své pověsti. Chez Moune, otevřený v roce 1936, a New Moon byly lesbické kabarety na Place Pigalle; oba byly v 21. století přeměněny na smíšené noční kluby.
Po studentských nepokojích v květnu 1968 a vzestupu feminismu byla v roce 1971 vytvořena Front homosexuel d'action révolutionnaire. Některé lesby, včetně autorky Monique Wittigové, se nakonec oddělily od Fronty a vytvořily vlastní uskupení Les Gouines Rouges.
V 70. letech 20. století byly zničeny policejní spisy o homosexuálech a bylo zrušeno mnoho zákonů proti chování LGBT osob.
Vzestup AIDS způsobil novou vlnu aktivismu v Paříži koncem 80. a začátkem 90. let.
Když byly ve Francii v roce 2013 legalizovány sňatky osob stejného pohlaví pro francouzské LGBT páry, setkalo se to s nepřátelstvím některých obyvatel, kteří odpověděli akcí La Manif pour tous (manifestace pro všechny). Většina Francouzů však podporuje manželství osob stejného pohlaví a v roce 2013 se 77 % Francouzů domnívalo, že homosexualita by měla být společností akceptována.

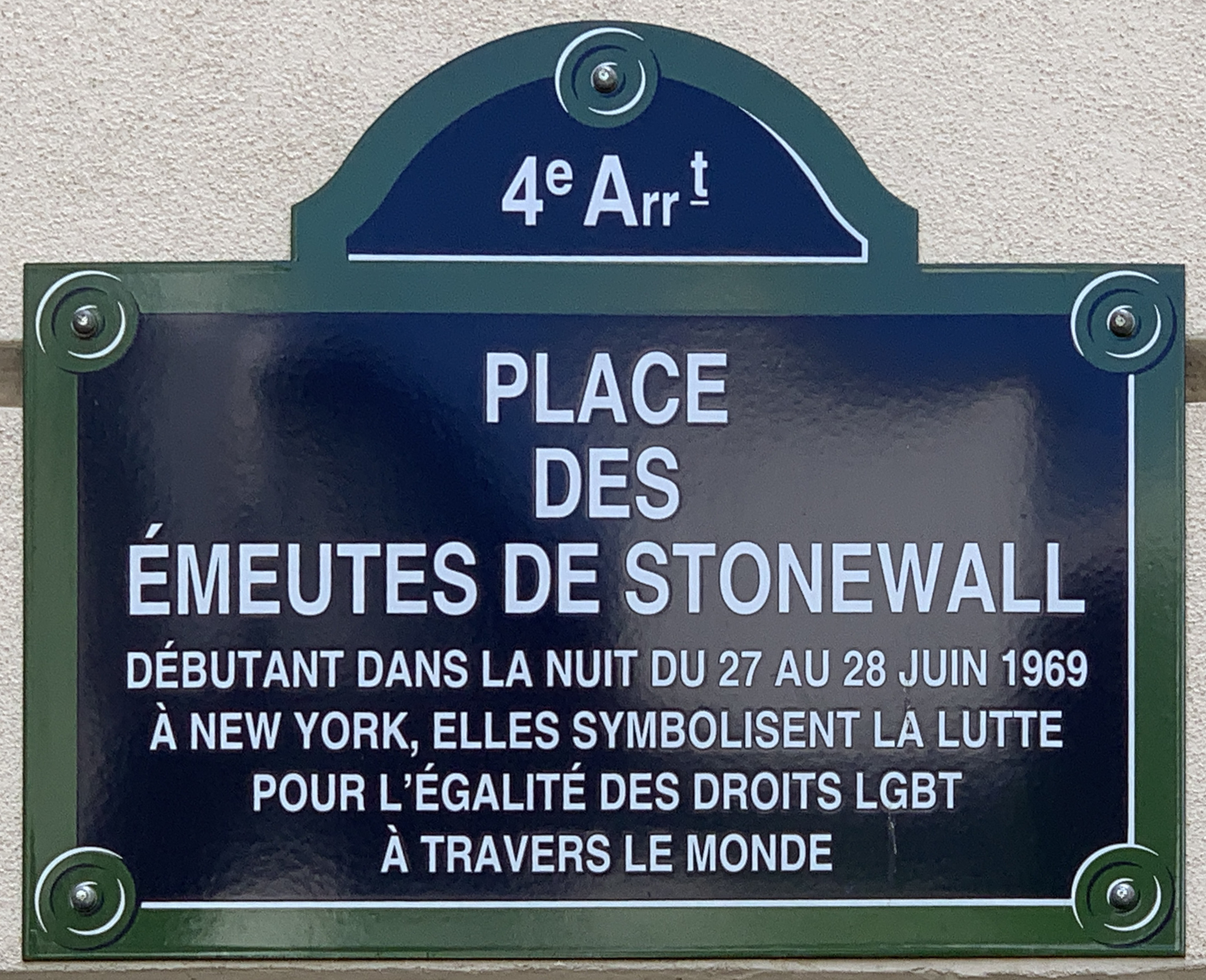
Place des Émeutes-de-Stonewall

## Geografie
Marais, kde jsou místa oficiálně pojmenována na paměť LGBT osobností a událostí jako je Place Harvey-Milk, Jardin Mark-Ashton, Rue Pierre-Seel nebo Place des Émeutes-de-Stonewall, je současná gay čtvrť Paříže. Na začátku 20. století byly místy setkávání LGBT komunity Montmartre a Pigalle.
V 50. letech se tradiční místo setkávání LGBT lidí přesunulo do Saint-Germain-des-Prés. Pro gaye byla v 60. a 70. letech populární Rue Sainte-Anne na hranicích 1. a 2. obvodu.

## Ekonomika
Mezi LGBT podniky v Paříži patří bary, kluby, restaurace a obchody. Stéphane Leroy uvádí, že 70 % těchto podniků se nachází v prvních čtyřech městských obvodech a 40 % leží v Marais.

## Masmédia
Lesbický časopis La Dixième Muse a časopisy pro gay muže Têtu a Préf sídlí v Paříži. Mezi průkopníky v tomto směru patří časopis Juventus, který vycházel v roce 1959 od května do listopadu, dále pak časopis Arcadie.

## Politika
V říjnu 1966 socialistický radní Coutrot prohlásil, že chování LGBT osob poškozuje mezinárodní image Paříže a cestovního ruchu. V květnu následujícího roku Edouard Frédéric-Dupont, konzervativní radní, požádal policii, aby zvýšila úroveň dohledu ve čtvrti mezi Boulevardem Raspail a Place Saint-Germain-des-Prés, což vedlo k mnoha zatčením.
V roce 2002 byl socialista Bertrand Delanoë jako první otevřený gay zvolen starostou Paříže. Ve stejném roce byl pobodán během Nuit Blanche, když se mísil s veřejností. Jeho útočník policii řekl, že nenávidí „politiky, socialistickou stranu a homosexuály“.

## Události
Každoročně se v Paříži koná pochod s názvem Marche des fiertés LGBT Paris.

## Náboženství
V roce 2012 Ludovic-Mohamed Zahed oznámil, že chce v Paříži otevřít mešitu přátelskou k LGBT. Plánoval otevřít mešitu v bývalém buddhistickém chrámu ve východní Paříži. Mešita byla otevřena v roce 2012. Rektor Velké pařížské mešity Dalil Boubakeur sdělil, že není možné mít mešitu přátelskou k LGBT, která by zároveň respektovala pravidla islámu.